# Saison 3 de Fringe
Chronologie
Saison 2 Saison 4
Cet article présente le guide des épisodes de la troisième saison de la série télévisée américaine Fringe. Cette saison comporte vingt-deux épisodes.

## Synopsis
Durant la première partie de la saison, les épisodes impairs se déroulent dans l'univers alternatif de la série et ont un générique alternatif à tendance rouge tandis que les épisodes pairs se déroulent dans l'univers principal et conservent le générique original. Cette partie s'achève avec le septième épisode, mais les épisodes 13 et 18 se déroulent également dans l'univers alternatif. L'épisode 8 se déroule parallèlement dans les deux univers, d'où un générique alterné bleu et rouge. 

## Distribution de la saison

### Acteurs principaux
- Anna Torv (VF : Odile Cohen) : Olivia Dunham, « FauxLivia » Dunham, « Bellivia » (esprit de William Bell dans le corps d'Olivia)
- Joshua Jackson (VF : Alexandre Gillet) : Peter Bishop
- Lance Reddick (VF : Thierry Desroses) : Agent Phillip Broyles, colonel Phillip Broyles
- Blair Brown (VF : Josiane Pinson) : Nina Sharp
- Jasika Nicole (VF : Chantal Macé) : Astrid Farnsworth, « B-Astrid » Farnsworth
- John Noble (VF : Patrick Messe) : Professeur Walter Bishop, « Walter-ego » Bishop

### Acteurs secondaires
- Kirk Acevedo (VF : Cyrille Monge) : Charlie Francis
- Seth Gabel (VF : Laurent Natrella) : Lincoln Lee
- Sebastian Roché (VF : Emmanuel Gradi) : Thomas Jérôme Newton

### Invités
- Christopher Lloyd[1] (VF : Pierre Hatet) : Roscoe Joyce (épisode 10)

## Épisodes
1. Prise au piège
2. La Vie d’une autre
3. Transfert d’identité
4. L’Infiltrée
5. Prison dorée
6. Fréquence pirate
7. Candy Man
8. Le Retour
9. Le Marionnettiste
10. Réactions en chaîne
11. De l'homme à la machine
12. Questions et Réponses
13. Renaissance
14. Appartement 6B
15. Sujet n°13
16. Le Rêve d'Icare
17. Passager clandestin
18. La Lignée
19. Qui veut la peau d'Olivia Dunham ?
20. Résonances
21. Sam Weiss, dernier du nom
22. Le Jour de notre mort

### Épisode 1:Prise au piège
- États-Unis /  Canada : 23 septembre 2010 sur FOX[2] / Citytv[3]
- Belgique : 3 juillet 2011 La Deux[4]
- Suisse : 5 juillet 2011 sur TSR2[5]
- France : 6 juillet 2011 sur TF1[6]
- Québec : 10 novembre 2011 sur V

- États-Unis : 5,83 millions de téléspectateurs[7] (première diffusion)
- France : 2,6 millions de téléspectateurs (première diffusion)

- Ryan McDonald (Brandon)
- Amy Madigan (Marilyn Dunham)
- Andre Royo (Henry)
- Seth Gabel (Lincoln Lee)
- Philip Winchester (Frank Stanton)
- Gerard Plunkett (le sénateur Dennis Van Horn)
- Gabrielle Rose (le docteur Anderson)
- Kirk Acevedo (Charlie Francis)
- Juliana Wimbles (Melissa)

Dans l'univers alternatif
Dunham est retenue dans une installation à l'intérieur de la statue de la Liberté et est soumise à un traitement expérimental mené par le Gontrand de cet univers et destiné à remplacer ses souvenirs par ceux de l'Olivia Dunham de cet univers. Le traitement semble inefficace et Walter-ego ordonne qu'une dose plus importante lui soit administrée malgré les risques. Lors de ce traitement, elle parvient à s'échapper, nage jusqu'à la terre ferme et prend en otage un chauffeur de taxi, Henry. Au début, Henry ne croit pas les élucubrations de Dunham mais coopère sous la contrainte. Dunham le force ensuite à la conduire à l'opéra où son groupe est parvenu à retourner dans leur univers. Mais elle arrive juste au moment où le quartier est scellé et mis en quarantaine dans de l'ambre. La division Fringe de l'univers alternatif parvient finalement à la retrouver à une pompe à essence et envoie une équipe pour la récupérer. Dunham et Henry s'échappent du piège de Lincoln Lee et Charlie Francis en tirant très précisément sur une citerne d'essence. Walter-ego explique que cela résulte du transfert des souvenirs de l'Olivia Dunham de l'univers alternatif qui est médaillée d'or du tir de précision aux Jeux olympiques. Dunham se dirige alors vers le bâtiment de Massive Dynamic pour découvrir qu'il n'existe pas. Elle décide de forcer le conducteur de taxi à un endroit qu'elle croit être une planque, mais qui s'avère être la maison de la mère de la Dunham de cet univers, Marilyn. Dunham déclare à Marilyn qu'elles ne sont pas mère et fille, que sa mère est morte quand elle n'avait que quatorze ans et qu'elle n'a jamais mis les pieds dans cette maison. Marilyn demande alors comment Dunham a pu arriver à cet endroit si elle ne le connaissait pas, ce qui force Dunham à remettre son identité en question. L'agent Francis de cet univers arrive à la maison à la recherche de Dunham et celle-ci accepte de le suivre et de travailler avec la section Fringe de cet univers. Le Brandon de l'univers alternatif suggère à Walterego que l'adrénaline produite par son évasion a activé le traitement en le faisant passer la barrière hémato-encéphalique. Walter-ego révèle qu'en convainquant Dunham qu'elle est bel et bien l'agent de cet univers et donc en gagnant son respect, ils pourront avoir une idée plus précise de son don lui permettant de voyager à travers les univers.
Dans l'univers originalWalter et Peter se préparent à continuer leur vie sans sembler suspecter que l'agent Dunham à leurs côtés est celle de l'univers alternatif.
- Au moment où Olivia se rend compte que Massive Dynamic n'existe pas dans l'autre univers, un homme passe devant elle sur un grand bi. Aussitôt après Olivia dit « Je suis prisonnière ici ». On peut y voir un clin d'œil à la série Le Prisonnier et son village dont le grand bi est le symbole.
- Observateur passant derrière le taxi d'Henri quand Olivia arrive dans le parc où devait se trouver Massive Dynamics.

### Épisode 2:La Vie d’une autre
- États-Unis : 30 septembre 2010 sur FOX
- Belgique : 3 juillet 2011 sur La Deux[4]
- Suisse : 5 juillet 2011 sur TSR2[5]
- France : 6 juillet 2011 sur TF1[6]
- Québec : 17 novembre 2011 sur V

- États-Unis : 5,24 millions de téléspectateurs[8] (première diffusion)
- France : 1,6 million de téléspectateurs (première diffusion)

- Sebastian Roché (Thomas Jerome Newton)
- Russell Harvard (Joe)
- Artine Brown (Mitch)
- Kyle Cassie (Darryl)
- Hiro Kanagawa (l'éxécuteur testamentaire)
- Eric Lynch (le sans domicile fixe)

Dans l'univers original
Newton confie une mission à l'Olivia Dunham de l'univers alternatif. Lors d'une enquête, la division Fringe recherche une mystérieuse boîte, que trois cambrioleurs ont déterré du sous-sol d'une maison de banlieue. À l'ouverture de la boîte, toutes les personnes présentes dans l'habitation, sauf une, sont entrées en transe avant de mourir. Parallèlement, Walter et Peter se rendent dans les locaux de Massive Dynamic pour la lecture du testament de William Bell, qui a confié deux enveloppes, une à Nina Sharp, l'autre pour Walter. Ce dernier refuse de dire ce qu'elle contient.
Après plusieurs recherches, Walter suppose que la boîte, une fois ouverte, émet un son particulier qui provoque l'état de transe. Olivia et Peter enquêtent sur les cambrioleurs et découvrent l'existence du troisième homme, qui s'échappe en repérant Olivia. De son côté, Newton est contrarié : la boîte est justement l'objet qu'il recherchait. Le soir même, le dernier cambrioleur se rend chez Olivia pour lui remettre la boîte. Elle comprend que sa survie est due à sa surdité et le tue après avoir remis la boîte à Newton, mais Peter fait irruption quand elle veut se débarrasser du corps. Ils sont interrompus quand Newton provoque un attentat en laissant la boîte dans une bouche de métro. Walter a une idée pour aller chercher la boîte : utiliser la détonation d'une arme à feu pour assourdir temporairement la personne qui désactivera la boîte. Peter se désigne, Olivia l'assourdit. Peter parvient à débrancher le générateur avant qu'Olivia ne le sauve d'une rame de métro arrivante.

### Épisode 3:Transfert d'identité
- États-Unis : 7 octobre 2010 sur FOX
- Belgique : 10 juillet 2011 sur La Deux[4]
- Suisse : 12 juillet 2011 sur TSR2[5]
- France : 13 juillet 2011 sur TF1[6]
- Québec : 24 novembre 2011 sur V

- États-Unis : 5,19 millions de téléspectateurs[9] (première diffusion)

- Kirk Acevedo (Charlie Francis)
- Michael Eklund (Milo)
- Seth Gabel (Lincoln Lee)
- Philip Winchester (Frank Stanton)
- Ryan McDonald (Brandon)
- Malcolm Stewart (le docteur Levin)
- Kacey Rohl (Madeline)
- Kyra Zagorsky (L'infirmière)

Dans l'univers alternatif
Deux piétons meurent renversés chacun par un bus. La division Fringe de l'autre côté enquête, car il semblerait qu'un homme provoque ces accidents volontairement. C'est la première affaire pour la nouvelle Olivia, dont Broyles apprend enfin les véritables raisons de l'intégration : obtenir des informations sur l'autre monde.
Olivia, Francis et Lee, qui guérit encore de ses brûlures, découvrent un point commun sur les lieux des accidents : un stylo-bille, objet devenu obsolète et qui aurait été la cause d'une réaction en chaîne provoquant les accidents. Dunham repère d'ailleurs un suspect sur les lieux, qui s'enfuit de façon similaire : en provoquant une suite d'événements hautement improbables. La division Fringe retrouve rapidement les traces de cet homme : cet homme, Milo, était un handicapé mental grave, qui a subi un traitement expérimental par des nootropiques ayant décuplé son quotient intellectuel. Il utilise désormais ses nouvelles facultés pour tuer les personnes responsables.
Après l'avoir retrouvé grâce à sa sœur, Dunham se lance à sa poursuite sans savoir que Milo a déjà planifié qu'elle devrait mourir écrasée par des parpaings renversés par un chariot pendant la poursuite. Sa tentative échoue, ignorant une variable — le fait qu'elle ne connaisse pas tout du monde alternatif —, et il est donc arrêté et enfermé dans une cellule pour y utiliser ses facultés, l'effet des nootropiques étant désormais irréversible.

### Épisode 4:L’Infiltrée
- États-Unis : 14 octobre 2010 sur FOX
- Belgique : 10 juillet 2011 sur La Deux[4]
- Suisse : 12 juillet 2011 sur TSR2[5]
- France : 13 juillet 2011 sur TF1[6]
- Québec : 1er décembre 2011 sur V

- États-Unis : 5,22 millions de téléspectateurs[10] (première diffusion)

- Sebastian Roché (Thomas Jerome Newton)
- Marcus Giamatti (Ray Duffy)
- Gerard Plunkett (le sénateur James Van Horn)
- Shannon Cochran (Patricia Van Horn)
- Eliza Norbury (Lisa Duffy)
- Nikolas Filipovic (Nate Duffy)

Dans l'univers original
- Le titre original de cet épisode est un clin d'œil à l'œuvre de Philip K. Dick, Les androïdes rêvent-ils de moutons électriques ?, roman de 1966 adapté au cinéma sous le titre Blade Runner.
- La fin du matricule de la cellule de Newton (quand Olivia lui rend visite) contient le chiffre « 3-04 » qui est le numéro de production de l'épisode.
- Observateur traversant le hall d'entrée de Massive Dynamics alors que l'équipe Fringe y discute.

### Épisode 5:Prison dorée
- États-Unis : 4 novembre 2010 sur FOX
- Belgique : 17 juillet 2011 sur La Deux[4]
- Suisse : 19 juillet 2011 sur TSR2[5]
- France : 20 juillet 2011 sur TF1[6]
- Québec : 8 décembre 2011 sur V[11]

- États-Unis : 4,8 millions de téléspectateurs[12] (première diffusion)
- France : 2,2 millions de téléspectateurs (première diffusion)

- Shawn Ashmore (Joshua Rose)
- Aaron Ashmore (Matthew Rose)
- Seth Gabel (Lincoln Lee)
- Kirk Acevedo (Charlie Francis)
- Ryan McDonald (Brandon)
- Amy Madigan (Marilyn Dunham)
- Holly Elissa (Danielle Rose)

Dans l'univers alternatif
- Dans l'univers alternatif, c'est Cary Grant et non Humphrey Bogart qui a joué dans Le Faucon maltais.
- Observateur se tenant quelques mètres à gauche de la voiture d'Olivia quand Francis signale au colonel Broyles sa présence sur la scène de quarantaine de la banque de Riverdale.

### Épisode 6:Fréquence pirate
- États-Unis : 11 novembre 2010 sur FOX
- Belgique : 17 juillet 2011 sur La Deux[4]
- Suisse : 19 juillet 2011 sur TSR2[5]
- France : 20 juillet 2011 sur TF1[6]
- Québec : 26 janvier 2012 sur V[13]

- États-Unis : 4,82 millions de téléspectateurs[14] (première diffusion)
- France : 1,4 million de téléspectateurs (première diffusion)

- Ryan McDonald (Brandon)
- Clark Middleton (Ed Markham)
- Kevin Weisman (Gemini)
- Mark Acheson (Murray Harkins)
- Vincent Tong (Shen Chan)
- Minh Ly (Dan Liang)
- Paula Lindberg (Becky Woomer)
- Tyler McClendon (Laird Woomer)

Dans l'univers original
À travers les États-Unis, vingt personnes perdent totalement la mémoire après avoir capté un signal radio dictant une série de nombres en néerlandais. Pendant ce temps, Walter reproche à Peter de continuer à travailler sur les plans de la machine de Walter-ego. Peter, accompagné de l'Olivia de l'autre réalité rendent visite au libraire de Peter qui leur confie un livre rare évoquant la fameuse série de nombres radiodiffusée depuis bien avant l'invention de la radio. Ce livre évoque des êtres présentés comme les « premiers êtres » à avoir vécu sur terre avant l'apparition de l'homo sapiens et qui avaient réussi à concevoir le « vide », une capacité à la création comme à la destruction. Astrid et Walter se penchent sur le décodage de cette série de nombres. Olivia tente de convaincre Walter d'aider Peter à étudier l'engin de l'autre réalité. Elle demande aussi à Nina de Massive Dynamic de convaincre aussi Walter. Astrid parvient à craquer le code, les nombres sont des latitudes et longitudes indiquant des lieux bien précis à travers toute la planète, 28 au total. Peter fait organiser des fouilles à l'emplacement le plus proche. L'équipe découvre enfoui sous terre un immense sarcophage renfermant ce qui semble être une partie de l'engin déjà construit par le Walter de l'autre réalité. Devant cette découverte, Walter décide d'aider Peter à construire l'engin afin de comprendre son fonctionnement. Astrid découvre au même moment qu'un des emplacements correspond à l'endroit où la boîte à ultrasons mortelle du deuxième épisode a été déterrée. Olivia fait son rapport et il lui est demandé de passer à la phase deux.
Dans l'univers alternatif

### Épisode 7:Candy Man
- États-Unis : 18 novembre 2010 sur FOX
- Suisse : 26 juillet 2011 sur TSR2[5]
- France : 27 juillet 2011 sur TF1[6]
- Belgique : 31 juillet 2011 sur La Deux[4]
- Québec : 2 février 2012 sur V

- États-Unis : 4,85 millions de téléspectateurs[15] (première diffusion)
- France : 2,2 millions de téléspectateurs (première diffusion)

- Seth Gabel (Lincoln Lee)
- Will Rothhaar (Wyatt Toomy)
- Andre Royo (Henry)
- Curtis Harris (Christopher Broyles)
- Michael Strusievici (Max Clayton)
- Kirk Acevedo (Charlie Francis)
- David Nykl (Reverend Marcus)
- Karen Holness (Dianne Broyles)

Dans l'univers alternatif
La section Fringe enquête sur des enlèvements, dont les premiers indices indiquent le retour d'un criminel surnommé l'Homme-aux-Bonbons. Le fils du colonel Broyles en a été victime quatre ans auparavant, et reste très concerné : les victimes ont fini dans un état de santé déplorable. Olivia suspecte rapidement que l'homme prélèverait des hormones de l'hypophyse de ses victimes pour créer un sérum de jeunesse. Elle veut interroger Christopher, le fils de Broyles, et malgré la colère de l'agent, elle parvient à le mettre en confiance et obtenir des informations qui la mènent vers un fidèle d'un groupe religieux, dirigé par un ancien médecin. Olivia finit par retrouver à temps l'enfant enlevé, et comprend plus tard que le gourou médecin est en fait l'initiateur de ce projet. Broyles fait comprendre à Olivia qu'il sait qu'elle reste convaincue de ne pas faire partie de sa réalité à lui mais il la laisse partir puisqu'elle l'a aidé à sauver son fils. Olivia se rend sur Liberty Island avec l'aide de Henry, le chauffeur de taxi. Elle rentre dans le caisson pour tenter de repartir de l'autre côté. Elle est récupérée in extremis par les soldats de Walter-ego mais durant le laps de temps qu'elle passe dans sa réalité elle demande à une femme de ménage de passer un message à Peter Bishop.
Dans l'univers original
- Observateur se trouvant sur le trottoir face au restaurant où sont Henry et Olivia.

### Épisode 8:Le Retour
- États-Unis : 2 décembre 2010 sur FOX
- Suisse : 26 juillet 2011 sur TSR2[5]
- France : 27 juillet 2011 sur TF1[6]
- Belgique : 31 juillet 2011 sur La Deux[4]
- Québec : 9 février 2012 sur V

- États-Unis : 5,13 millions de téléspectateurs[16] (première diffusion)
- France : 1,5 million de téléspectateurs (première diffusion)

- John Cassini (en) (The Librarian)
- Seth Gabel (Lincoln Lee)
- Ryan McDonald (Brandon)
- Karen Holness (Diane Broyles)
- Luke Camilleri (Luke)

Dans l'univers original
Peter vient de découvrir que l'agent Dunham de cet univers est détenue de l'autre côté. L'autre Dunham le comprend, et organise sa fuite. Elle retourne en informer ses supérieurs de l'autre côté, qui décident de la faire revenir. Après avoir confié une pièce de la machine de Walter-ego à la personne qui garde la machine à écrire, elle va retrouver un des polymorphes, qui lui implante des puces sous la peau.
Dans l'univers alternatif
Le colonel Broyles se demande quoi faire : sauver Dunham en la renvoyant de l'autre côté ou aider Walter-ego à détruire l'univers originel. Après en avoir parlé avec sa femme, il choisit d'épauler Dunham. Ils s'infiltrent donc dans le laboratoire de la Statue de la Liberté, où Dunham découvre le réservoir d'eau vide, ainsi que des poches de Cortexiphan. Ayant besoin de privation sensorielle pour traverser à travers les univers, elle décide de partir dans l'ancien laboratoire de Walter-ego à Boston, où elle espère retrouver un autre réservoir. Par chance, il y en a un. Mais quand elle s'apprête à plonger dedans, les hommes de Walter-ego arrivent, ayant poursuivi Broyles grâce à des implants sous-cutanés.
- Seul épisode de la série ayant un générique à la fois bleu et rouge.
- Observateur se tenant devant la gare Penn Station près d'un taxi.

### Épisode 9:Le Marionnettiste
- États-Unis : 9 décembre 2010 sur FOX
- Suisse : 2 août 2011 sur TSR2[5]
- France : 3 août 2011 sur TF1[6]
- Belgique : 7 août 2011 sur La Deux[4]
- Québec : 16 février 2012 sur V

- États-Unis : 4,74 millions de téléspectateurs[17] (première diffusion)
- France : 2,3 millions de téléspectateurs (première diffusion)

- Michael Cerveris (September)
- Mark Ivanir (The Gentleman)
- Barbara Tyson (Mrs. Walsh)
- Anja Savcic (Amanda Walsh)
- Michael Bean (Grant Russo)
- Michael Coleman (Ben Killenburg)
- Genevieve Buechner (Tabatha)
- Elizabeth McLaughlin (Dr. Alexandra Ross)

Dans l'univers original
Dunham fait son retour dans la section Fringe, et fait son rapport sur l'objectif de Walter-ego. Elle parvient à convaincre Broyles de revenir dans le service actif, où elle reçoit rapidement une nouvelle affaire : un homme a été retrouvé dans une maison, la poitrine ouverte et le cœur retiré, mais encore en vie. Walter est perplexe de voir qu'à son arrivée, la rigidité cadavérique n'est pas installée. Rapidement, de nouveaux dossiers montrent qu'une personne cherche des organes greffés, provenant du même donneur.
Dans le même temps, Dunham apprend que Peter et son double ont eu une liaison. Si elle semble bien le prendre, elle n'arrive pas à se réapproprier son quotidien : son appartement, ses vêtements… Pendant que Peter et Dunham recherchent l'identité du donneur, Walter travaille sur le cadavre et ressort un de ses vieux projets pour comprendre l'objectif du voleur d'organes. Ils comprennent finalement que le coupable cherche à reconstituer le corps de la donneuse, une danseuse de 17 ans qui s'est suicidée, pour la ressusciter. Peter et Dunham retrouvent l'homme, qui a fait partie du même groupe de soutien aux dépressifs, et qui est parvenu à développer un sérum de régénération cellulaire.
L'équipe de la section Fringe les retrouve chez l'homme, qui a pris peur après être parvenu à redonner brièvement la vie à la danseuse, ne la reconnaissant pas. Dunham est profondément touchée par ses mots, et avoue à Peter qu'elle ne comprend pas comment il n'a pas pu voir la différence entre elle et son double.

### Épisode 10:Réactions en chaîne
- États-Unis : 21 janvier 2011 sur FOX
- Suisse : 2 août 2011 sur TSR2[5]
- France : 3 août 2011 sur TF1[6]
- Belgique : 7 août 2011 sur La Deux[4]
- Québec : 23 février 2012 sur V

- États-Unis : 4,87 millions de téléspectateurs[18] (première diffusion)
- France : 1,5 million de téléspectateurs (première diffusion)

- Michael Cerveris (September)
- Christopher Lloyd (Roscoe Joyce)
- Olivia Cheng (II) (Yolanda)
- Eugene Lipinski (December)
- Nick Ouellette (Bobby Joyce)
- Rhys Williams (Tattoo Man)

Dans l'univers original
Walter travaille sur un sérum qui lui permettrait de régénérer les parties manquantes de son cerveau quand la section Fringe est appelée dans une maison de repos, où un patient somnambule a reçu la visite de son fils, pourtant décédé en 1985. La visite est d'autant plus intéressante que le jeune garçon était accompagné de l'Observateur. Olivia et Peter doivent re-travailler ensemble, alors que l'Olivia de l'autre monde reste dans les souvenirs de tous.
Walter ne cache pas sa joie quand il découvre qui est le patient : Roscoe Joyce, le pianiste de son groupe préféré. Il décide de tenter une technique d'hypnose immersive pour lui remémorer ses souvenirs, et pour cela, l'amène à son laboratoire. L'expérience fonctionne : le message était que Roscoe doit aider Walter Bishop.
Pendant ce temps, l'Observateur est intervenu dans une tentative de cambriolage en mettant à terre les malfrats et en sauvant la vendeuse d'une crise d'asthme, mais il part avec l'inhalateur. Plus tard, après une conversation avec un de ses « collègues », il vole une voiture, et enfin, rend visite à Walter pour lui expliquer une partie de son plan : rétablir l'équilibre entre les mondes qu'ils ont perturbés quand Walter a traversé les mondes et quand l'Observateur les a sauvés du lac gelé. Il lui raconte également une histoire selon laquelle Peter, en s'emparant d'une luciole, a provoqué une réaction en chaîne qui a conduit à la mort d'un homme, renversé par un camion. Walter comprend un peu plus tard que le jeune homme était le fils de Roscoe, et que l'Observateur l'a fait voyager dans le temps pour lui délivrer son message.
Rapidement, les événements que l'Observateur a initiés arrivent : il provoque un accident de voiture (avec le pick-up qu'il a volé), choquant la vendeuse qui fait une nouvelle crise d'asthme. Sans inhalateur, Walter doit intervenir, mais il doit pour cela laisser partir Peter à ses trousses, au risque de le voir mourir. Walter sauve la vendeuse, et finalement, Peter ne reçoit qu'une décharge électrique de l'arme de l'Observateur qui lui donne la migraine. Mais cette migraine pousse Peter à prendre plus tard une aspirine et du lait, dans lequel se trouvait le sérum. Peter convulse avant qu'Olivia ne le sauve grâce à Walter.
- Lorsque Walter porte des lunettes colorées bleu et rouge, et qu'il dit : « C'est une idée de mon ami le Dr Jacoby de Washington ». Ceci est une référence à la série télévisée Twin Peaks où le Dr Jacoby est le psychiatre de la ville de Twin Peaks dans l'état de Washington.
- Le personnage Roscoe Joyce, interprété par Christopher Lloyd, revoit son fils après que celui-ci a fait un voyage dans le temps depuis 1985 à nos jours ; une référence à la saga Retour vers le futur.

### Épisode 11:De l'homme à la machine
- États-Unis : 28 janvier 2011 sur FOX
- Suisse : 2 août 2011 sur TSR2[5]
- France : 3 août 2011 sur TF1[6]
- Belgique : 14 août 2011 sur La Deux[4]
- Québec : 1er mars 2012 sur V

- États-Unis : 4,53 millions de téléspectateurs[19] (première diffusion)
- France : 2,3 millions de téléspectateurs (première diffusion)

- Charles Parnell (Dr. James Falcon)
- Ryan McDonald (Brandon)
- Sean Campbell (Zach Alpert)

Dans l'univers original
Dunham, Broyles et les Bishop sont amenés dans un hangar détenu par Massive Dynamic pour étudier la machine que souhaite construire Walter-ego, et que d'éminents scientifiques n'arrivent pas à comprendre. Mais peu après leur arrivée, le sol tremble et la machine se met en mouvement alors que Peter commence à saigner du nez.
L'équipe médicale de Massive Dynamic fait quelques examens sur Peter pendant que Walter relit un roman qui serait la chronique d'une civilisation disparue. Mais la section Fringe est demandée quand le corps d'un polymorphe est retrouvé dans une fontaine. La liste des noms serait en fait cachée dans les données que le double de Dunham a laissées derrière elles, ce qui indiquerait l'existence d'une taupe. Dunham et Peter n'y ont pas accès, le dossier contenant aussi un journal intime de « Fauxlivia ».
Un autre polymorphe est identifié : le docteur Falcon, le médecin qui a supervisé les examens de Peter. Ce polymorphe est retrouvé mort. Walter, qui cherche toujours à régénérer son cerveau, mène l'autopsie, et découvre du sang de l'assassin. Il s'agit en réalité de Peter.
Dunham cherche à se rendre utile et force Farnsworth à la laisser étudier le dossier de Fauxlivia, espérant comprendre la logique de son double. Finalement, alors que Walter comprend que l'assassin est son fils, Dunham trouve l'astuce qui lui permet de retrouver les noms des polymorphes. Walter sauve Peter du dernier polymorphe, et tous deux gardent le secret. Walter a en effet peur que le fait d'avoir approché la machine ait changé son fils en tueur implacable.
- Observateur se tenant derrière la foule près du cordon de police lors de la découverte d'un polymorphe dans la fontaine.

### Épisode 12:Questions et Réponses
- États-Unis : 4 février 2011 sur FOX
- Suisse : 9 août 2011 sur TSR2[5]
- France : 10 août 2011 sur TF1[6]
- Belgique : 14 août 2011 sur La Deux[4]
- Québec : 8 mars 2012 sur V

- États-Unis : 4,26 millions de téléspectateurs[20] (première diffusion)
- France : 1,52 million de téléspectateurs (première diffusion)

- JR Bourne (CIA Agent Edwards)
- Omid Abtahi (Simon Phillips)
- Kevin Corrigan (Sam Weiss)
- Jody Thompson (Sara Downey)
- Adam Beauchesne (Waiter)
- Alexandra Castillo (en) (Dr. Alexandra Castro)
- Carlos Diaz (Randall)
- Natalie Gibson (Grace)
- Paul Jarrett (Warren Blake)
- Richard Keats (Don)
- Matthew MacCaull (Vannoy)

Dans l'univers original
Nina Sharp fouille dans les dernières affaires de William Bell pour y retrouver de vieux souvenirs de leur relation, mais aussi un autre exemplaire des Premiers Hommes. Nina et Olivia, dont les rapports avec Peter sont toujours tendus, se confient un peu l'une à l'autre à propos de leurs relations quand une affaire les requiert. En effet, le docteur Warren Blake a été retrouvé mort dans son bureau, sans squelette, après avoir ouvert un colis. Walter détermine rapidement que la substance bleue trouvée sur place s'attaque directement aux os et a donc causé le décès.
Les premières recherches les mènent vers un projet initié par Walter et William Bell, et abandonné depuis. Mais l'armée aurait engagé des hommes comme cobayes pour poursuivre les expériences. En effet, l'homme qui a envoyé le colis est identifié comme un ancien militaire, Aaron Downey. Quand elle le retrouve, la division Fringe découvre que plusieurs doses du produit bleu ont disparu, et se lance à la poursuite du suspect. Mais dans sa fuite il est renversé par une voiture et sombre dans un coma profond. Walter a alors une idée, mais préfère la garder pour lui. Olivia et Peter rencontrent la femme de Downey pour en apprendre un peu plus sur le projet : les cobayes auraient été vaccinés contre une toxine expérimentale, ce qui a eu pour effet secondaire de développer chez eux un agent pathogène. Cet agent s'est transmis génétiquement et a détruit le squelette de leurs bébés avant la naissance.
Peter et Olivia rejoignent ensuite Walter qui leur révèle son atout : Simon Phillips, un ancien cobaye dont Walter a supprimé toute trace dans ses dossiers, mais qui a développé des talents de télépathe. Malheureusement pour lui, il n'a aucun contrôle sur son pouvoir et vit depuis reclus dans le Vermont. Olivia, dont Simon n'arrive pas à lire les pensées à cause du cortexiphan, le convainc de les aider. Au même moment, trois autres scientifiques meurent.
Simon est emmené à Boston, où il parvient à tirer des bribes d'informations de l'esprit confus de Downey. La division Fringe découvre ainsi le projet militaire Méduse, dont il reste deux cobayes humains survivants. Dans la ferme qu'ils ont reçue en compensation à la fin de leur contrat, le FBI découvre que les deux hommes projettent de tuer le dernier responsable du projet, un candidat au Sénat, lors d'une collecte de fonds dans un musée. Grâce à Simon, Olivia démasque les deux bio-terroristes et les tue à temps. Alors qu'elle raccompagne Simon chez lui et qu'elle essaie de le convaincre de vivre sa vie malgré son pouvoir, il lui remet une lettre.
À Boston, Nina Sharp découvre que l'auteur des différentes éditions du livre « Les Premiers Hommes » est en fait Samuel Weiss, le tenant du bowling qui avait aidé Olivia à surmonter les traumatismes dus à son accident. Celui-ci avoue et révèle que la machine ne fonctionnera que grâce à Peter et provoquera la destruction d'un des deux mondes, selon les sentiments qu'il aura pour Olivia ou FauxLivia.
- Dans les affaires personnelles de William Bell se trouve un manuel d'éducation pour enfants signé du Docteur Spock, ceci faisant référence au personnage Spock, interprété par Leonard Nimoy.
- Observateur entrant à la collecte de fonds juste avant qu' Olivia n'intercepte le dernier terroriste.

### Épisode 13:Renaissance
- États-Unis : 11 février 2011 sur FOX
- Suisse : 9 août 2011 sur TSR2[5]
- France : 10 août 2011 sur TF1[6]
- Belgique : 21 août 2011 sur La Deux[4]
- Québec : 15 mars 2012 sur V

- États-Unis : 3,74 millions de téléspectateurs[21] (première diffusion)
- France : 1,1 million de téléspectateurs (première diffusion)

- Alon Aboutboul (Dr. Armand Silva)
- Seth Gabel (Lincoln Lee)
- Philip Winchester (Frank Stanton)
- Julie McNiven (Mona Foster)
- Ryan McDonald (Brandon)
- Kirk Acevedo (Charlie Francis)
- Joan Chen (Reiko)

Dans l'univers alternatif
À l'aéroport, FauxLivia retrouve son compagnon, parti depuis plusieurs mois et qui ignore sa mission dans l'univers originel. Au même endroit, dans un bar, un homme fait boire une substance à son voisin, ce qui provoque chez celui-ci des nausées et l'éclosion d'insectes dans son corps.
Avec la disparition de Broyles, dont la raison demeure secrète, c'est Lincoln qui dirige maintenant la division Fringe. Après avoir écarté le risque d'une épidémie, il cherche à faire identifier les insectes. Ce seraient des dendroctones mais d'une espèce parasite des ovins, et disparue à la suite de l'extinction des moutons dans cet univers en 2001. Afin d'obtenir des informations, il diffuse un message qui permet de retrouver le nom d'un scientifique, le suspect, qui travaillait sur ces insectes pour développer un vaccin contre la grippe aviaire, grippe qui a causé des millions de morts dans l'univers alternatif. Pendant ce temps, un deuxième corps est retrouvé, porteur d'insectes plus gros. Frank, le compagnon de FauxLivia, comprend alors que le chercheur continue à développer son vaccin en utilisant des cobayes humains comme hôtes pour les coléoptères.
FauxLivia et Lincoln retrouvent la trace d'Armand Silva, le scientifique. Il parvient à les maîtriser et annonce à la jeune femme qu'il est sur le point de terminer ses recherches en créant une reine dendroctone. FauxLivia est prise de nausées, croyant qu'il l'a infectée. L'unité d'assaut intervient et FauxLivia est emmenée par Franck en ambulance. Pour localiser les parasites, on lui fait une échographie, ce qui révèle un début de grossesse. Frank, qui venait de la demander en mariage, la quitte. Pendant ce temps, Silva, qui était le dernier cobaye, meurt sous les yeux de Lincoln : il a développé la reine dans son corps, et l'éclosion le tue. 
- Sur la plaque d'immatriculation de la deuxième victime, le numéro suivant « APT6B » est inscrit faisant référence à l'épisode suivant celui-ci.
- Observateur se tenant derrière Fauxlivia quand celle-ci attend le zeppelin de Franck à l' Empire State Building.

### Épisode 14:Appartement 6B
- États-Unis : 18 février 2011 sur FOX
- Suisse : 9 août 2011 sur TSR2[5]
- France : 17 août 2011 sur TF1[6]
- Belgique : 21 août 2011 sur La Deux[4]
- Québec : 22 mars 2012 sur V

- États-Unis : 4,02 millions de téléspectateurs[22] (première diffusion)
- France : 2,4 millions de téléspectateurs (première diffusion)

- Seth Gabel (Lincoln Lee)
- Phyllis Somerville (Alice Merchant)
- Ken Pogue (Derek Merchant)
- Ryan McDonald (Brandon)

Dans l'univers original
Un immeuble connait d'étranges événements, où les objets électriques s'allument spontanément, mais la division Fringe n'est appelée que lorsque six personnes tombent simultanément d'un des balcons. Peter et Walter s'étonnent de voir qu'ils n'auraient pas sauté mais traversé le sol. Walter soupçonne l'apparition d'un vortex similaire à ce qu'il se passe dans le monde parallèle, mais Peter et Olivia cherchent à savoir pourquoi cet emplacement.
Walter essaie aussi de réconcilier Olivia et Peter. Olivia semble la plus réticente, souffrant encore d'avoir été remplacée, mais Peter essaie de la convaincre. Alors qu'ils mesurent l'évolution du phénomène, Olivia et Peter se rapprochent, ce qui déclenche chez l'agent du FBI sa capacité à reconnaître les objets de l'autre monde et lui permet de comprendre que la responsable est une vieille locataire de l'immeuble qui a perdu son mari récemment. Olivia suppose que l'homme qu'elles voient ne serait pas un fantôme, mais le double « de l'autre côté » de son mari, qui aurait perdu sa femme. Leur relation si profonde perturberait l'équilibre quantique.
Par prudence, Walter décide d'utiliser la solution de Walter-ego pour endiguer le phénomène : il demande à Massive Dynamic de recréer l'ambre. Alors que le vortex est sur le point d'apparaître, Olivia et Peter essaient plutôt d'ouvrir les yeux de la vieille femme, qui finit par comprendre que l'homme qu'elle voit n'est pas son mari quand il apprend qu'il a eu des enfants mais pas elle. Walter reste interdit quand il se rend compte qu'il a fini par se comporter comme son double. Olivia consent à se donner une chance avec Peter, alors qu'elle n'a plus d'appréhension.
Dans l'univers alternatif
- Le point de lumière du dernier glyphe (main à 6 doigts) a une forme de coeur.
- Observateur, en début d'épisode, marchant derrière le couple se rendant à la fête des Kimball.

### Épisode 15:Sujet n°13
- États-Unis : 25 février 2011 sur FOX
- Suisse : 16 août 2011 sur TSR2[5]
- France : 17 août 2011 sur TF1[6]
- Belgique : 28 août 2011 sur La Deux[4]
- Québec : 29 mars 2012 sur V

- États-Unis : 4,02 millions de téléspectateurs[23] (première diffusion)
- France : 1,7 million de téléspectateurs (première diffusion)

- Orla Brady (Elizabeth Bishop)
- Chandler Canterbury (Young Peter Bishop)
- Karley Scott Collins (Young Olivia Dunham)
- Chris Bradford (Olivia's Stepfather)
- Sarah-Jane Redmond (Ashley)

Dans l'univers original
En 1985, Peter Bishop, enfant, a conscience de ne pas appartenir à son monde malgré les mensonges de sa mère et de Walter et essaye de revenir dans son univers en plongeant dans l'eau glacée du lac Reiden, mais il est sauvé à temps par sa mère. Pendant ce temps, Walter effectue des expériences sur différents enfants et plus particulièrement sur Olivia Dunham pour essayer de ramener son fils dans l'autre monde le plus rapidement possible. Quand Walter se rend compte qu'Olivia peut voyager entre les mondes, il essaie de comprendre comment sa capacité fonctionne. Il en vient à penser que le déclencheur serait un sentiment mêlé de peur et d'amour et envisage de la renvoyer chez elle, seul endroit où elle éprouve ces deux sentiments, mais hésite. Olivia s'enfuit du centre et c'est Peter qui la retrouve dans un champ de tulipe. Celle-ci est apeurée dans l'idée de rentrer chez elle car son beau-père la frappe et Peter lui conseille de tout dire à Walter. Olivia, qui patiente dans le couloir, décide de parler à Walter et court le prévenir, mais elle se rend dans l'univers alternatif par inadvertance. Après qu'elle est revenue dans son monde, Walter menace son beau-père d'utiliser ses relations pour le mettre hors d'état de nuire s'il s'avisait de la frapper encore.
Dans l'univers alternatif
- Cet épisode se déroulant en 1985, le générique rétro vu dans la saison 2 est réutilisé.
- Observateur passant dans le lobby de Bishop Dynamic quand Walter-Ego y pénètre.

### Épisode 16:Le Rêve d'Icare
- États-Unis : 11 mars 2011 sur FOX
- Suisse : 16 août 2011 sur TSR2[5]
- France : 17 août 2011 sur TF1[6]
- Belgique : 28 août 2011 sur La Deux[4]
- Québec : 5 avril 2012 sur V

- États-Unis : 3,64 millions de téléspectateurs[24] (première diffusion)
- France : 1,2 million de téléspectateurs (première diffusion)

- Alan Ruck (Dr. Krick)
- Jorge García (Kevin)
- Greyston Holt (Vince)

Dans l'univers original
Walter cherche dans les anciens travaux de William Bell pour y trouver un moyen de ramener son esprit. Une nouvelle affaire de la division Fringe va mettre ses connaissances à rude épreuve : un cambrioleur a été abattu alors qu'il s'échappait, mais son corps flotte dans les airs. Son complice, lui aussi capable de voler, rejoint un homme qui lui promet d'arranger son état, mais il meurt avant.
Olivia et Peter sont en couple et ont décidé de ne rien se cacher. Ils aident comme ils peuvent Walter à élucider ce mystère physique : le sang du cadavre, une fois soumis à nouveau à la gravitation terrestre, contient un fort taux d'osmium, le métal le plus lourd connu. Le FBI retrouve la trace du complice et découvre que le responsable utilise comme cobayes des personnes atteints de dystrophie musculaire. Au moment où Walter est sur le point de renoncer, il reçoit le soutien de Nina Sharp. Walter parvient ainsi à trouver que l'osmium est combiné à du lutécium, métal rare. La trace du métal permet de retrouver le coupable et son dernier cobaye. Il souhaitait utiliser sa découverte, qu'il n'explique pas, pour permettre à son fils de se lever de son fauteuil roulant.
- L'acteur Jorge Garcia, que l'on voit discuter avec Bishop au début de l'épisode, a joué dans la série Lost : Les Disparus, une autre série du créateur de Fringe.
- Observateur passant sur le trottoir avec un parapluie devant la scène de crime du dépôt de métal.

### Épisode 17:Passager clandestin
- États-Unis : 18 mars 2011 sur FOX
- Suisse : 16 août 2011 sur TSR2[5]
- France : 24 août 2011 sur TF1[6]
- Belgique : 4 septembre 2011 sur La Deux[4]
- Québec : 12 avril 2012 sur V

- États-Unis : 3,8 millions de téléspectateurs[25] (première diffusion)
- France : 2,1 millions de téléspectateurs (première diffusion)

- Paula Malcomson (Dana Gray)
- Seth Gabel (Lincoln Lee)

Dans l'univers original
L'esprit de William Bell est dans le corps d'Olivia, comme il l'avait planifié. Cette réincarnation réjouit Walter et met mal à l'aise Peter. Mais une affaire appelle la division Fringe : une femme a été vue se relevant d'une chute mortelle, et selon l'agent Lee de Hartford, ce ne serait pas son premier suicide. Les premiers résultats montrent qu'elle doit sa survie à son énergie magnétique interne qui a augmenté quand elle a été frappée par la foudre par deux fois. Elle se maintiendrait en vie en absorbant l'énergie vitale des personnes au moment de la mort.
Bell, contrôlant toujours Olivia, cherche un moyen de trouver un corps capable de réceptionner son esprit au plus vite ; Lee et Peter sont donc les agents de terrain. Après enquête, il s'avère que Dana Gray, la suspecte, cherche à mourir avec des suicidaires. La division Fringe retrouve sa trace chez un autre suicidé mais elle n'aurait rien tenté. Le dernier mort a installé une bombe dans un train, et Lee comprend qu'elle veut mourir avec eux. Finalement, quand la police arrête le train, Dana fuit le train, laisse exploser la bombe dans un champ, où elle est retrouvée morte.
- En trois saisons, cet épisode est le seul à indiquer que Lincoln Lee de l'univers original (un agent de la Division Fringe dans l'autre univers), est un agent du FBI.
- Observateur se tenant de l'autre côté de la rue quand l'équipe arrive enquêter sur le 1er suicide.

### Épisode 18:La Lignée
- États-Unis : 25 mars 2011 sur FOX
- Suisse : 23 août 2011 sur TSR2[5]
- France : 24 août 2011 sur TF1[6]
- Belgique : 4 septembre 2011 sur La Deux[4]
- Québec : 19 avril 2012 sur V

- États-Unis : 3,84 millions de téléspectateurs[26] (première diffusion)
- France : 1,5 million de téléspectateurs (première diffusion)

- Michael Cerveris (September)
- Seth Gabel (Lincoln Lee)
- Kirk Acevedo (Charlie Francis)
- Andre Royo (Henry Arliss Higgins)
- Amy Madigan (Marilyn Dunham)
- Kendall Cross (Nurse Joyce)
- Darcy Laurie (Doctor)
- Ryan McDonald (Brandon)
- Françoise Yip (Dr. Rosa Oporto)

Dans l'univers alternatif
« FauxLivia » et sa mère appréhendent la grossesse, qui présente un risque d'éclampsie virale, fatale pour la mère et l'enfant. Lorsque celle-ci rentre chez elle, elle est enlevée ; à son réveil, elle est entourée de médecins qui s'intéressent de près à sa grossesse. En effet, ils lui font subir une batterie de traitements qui ont pour effet d'accélérer la croissance du fœtus.
De leur côté, les agents Lee, Francis et Farnsworth retrouvent Henry Higgins, le chauffeur de taxi qui avait aidé Olivia à fuir cet univers mais qui a aussi revu « FauxLivia ». Ce qu'il sait mène les agents de la division Fringe à s'interroger sur l'hypothèse d'un échange des Olivia. Walter-ego révèle alors la vérité sur la mission de « FauxLivia » et sur le père de son enfant, Peter.
- Dans cet univers, c'est Francis Ford Coppola qui a réalisé Taxi Driver et ça ne semble pas être un film très connu.
- Observateur épiant Brandon intercepter l' échantillon de sang à l'hôpital.

### Épisode 19:Qui veut la peau d'Olivia Dunham?
- États-Unis : 15 avril 2011 sur FOX
- Suisse : 23 août 2011 sur TSR2[5]
- France : 24 août 2011 sur TF1[6]
- Belgique : 11 septembre 2011 sur La Deux[4]
- Québec : 26 avril 2012 sur V

- États-Unis : 3,65 millions de téléspectateurs[27] (première diffusion)
- France : 1,1 million de téléspectateurs (première diffusion)

- Ryan McDonald (Brandon)
- Ulrich Thomsen (Zeppelin Crewman)
- Leonard Nimoy (William Bell)
- Chris Bradford (Olivia's Stepfather)

Dans l'univers original
William Bell est toujours dans le corps d'Olivia, mais aucune expérience pour transférer l'esprit de Bell dans un autre corps ne fonctionne. Quand la « possession » commence à devenir instable, Bell sait qu'il leur reste moins de 24 heures pour sauver l'esprit d'Olivia.
Bell et Walter mettent en place une dernière expérience : aller chercher l'esprit d'Olivia en recréant l'expérience du caisson, afin de libérer Bell qui ira dans un ordinateur. Walter, Peter et Bell partent donc pour un voyage onirique sous LSD, sous la surveillance d'Astrid, qui doit aussi surveiller Broyles, accidentellement sous LSD. Walter et Peter se retrouvent dans une version de New York où rapidement, les habitants en veulent aux intrus. Ils parviennent non sans mal à rejoindre les tours du World Trade Center, où ils espèrent trouver l'esprit d'Olivia mais découvrent celui de Bell.
Peter a une idée sur le lieu où se trouve Olivia : Jacksonville. Bell, Walter et lui embarquent dans un zeppelin, où les deux scientifiques se retrouvent. Mais un inconnu sabote le zeppelin, provoquant le retour forcé de Walter à la réalité. Peter emmène donc Bell seul vers la maison du beau-père d'Olivia, dans le quartier militaire de la ville. Il y retrouve Olivia, mais aussi l'esprit du beau-père qui en veut toujours aux intrus. Peter est lui aussi renvoyé dans la réalité, laissant Olivia seule avec Bell et forcée d'affronter ses peurs. Finalement, Bell se sacrifie, comme il l'avait prévu. Olivia revient seule et apprend la disparition de Bell.
- Le nom du titre est plus connu sous l'acronyme LSD, drogue que Walter affectionne beaucoup.
- La partie faite en dessin animé fait référence au film A Scanner Darkly lui-même en dessin animé où il est question d'une drogue[réf. nécessaire].
- Observateur passant dans le couloir de l'hôpital après qu'Olivia/Bell fut emmenée aux soins.

### Épisode 20:Résonances
- États-Unis : 22 avril 2011 sur FOX
- Suisse : 23 août 2011 sur TSR2[5]
- France : 31 août 2011 sur TF1[6]
- Belgique : 11 septembre 2011 sur La Deux[4]
- Québec : 3 mai 2012 sur V

- États-Unis : 3,33 millions de téléspectateurs[28] (première diffusion)
- France : 2,51 millions de téléspectateurs (première diffusion)

- Kevin Corrigan (Sam Weiss)
- Ryan McDonald (Brandon Fayette)
- Seth Gabel (Lincoln Lee)

Dans l'univers original
Un matin à 6 h 2, des vagues d'énergie électromagnétique commencent à se former un peu partout, détruisant toute vie aux alentours. Walter comprend vite que le monde s'écroule, et la raison est donnée par Nina Sharp : la machine s'est activée. Walter suppose que c'est  Walter ego qui en est à l'origine ; en effet, grâce à l'ADN de son petit-fils dont il a identifié les gènes paternels, Walter-ego commence à déclencher la destruction de l'autre univers.
Peter envisage d'entrer dans la machine pour l'éteindre. Walter se rend alors compte qu'il doit le laisser faire. Olivia, quant à elle, traque Sam Weiss, qui selon Nina Sharp en sait beaucoup sur la machine.
Quand Peter tente d'entrer dans la machine, en la touchant à peine, elle le rejette. Il semble n'avoir aucune séquelle, mais est dans le coma. Inquiète et tendue, Olivia s'aperçoit que minuit vient de sonner quand elle retrouve Sam Weiss devant l'hôpital, ce dernier souhaitant lui montrer quelque chose. 
Dans l'univers alternatif
- Observateur passant derrière Fauxlivia et la nounou près de la fontaine.

### Épisode 21:Sam Weiss, dernier du nom
- États-Unis : 29 avril 2011 sur FOX
- Suisse : 30 août 2011 sur TSR2[5]
- France : 31 août 2011 sur TF1[6]
- Belgique : 18 septembre 2011 sur La Deux
- Québec : 10 mai 2012 sur V

- États-Unis : 3,52 millions de téléspectateurs[29] (première diffusion)
- France : 1,63 million de téléspectateurs (première diffusion)

- Kevin Corrigan (Sam Weiss)
- Ryan McDonald (Brandon)
- Michael Ryan (Gary)
- Carri Toivanen (Kara)
- Keenan Tracey (Nathan)

Dans l'univers original
Walter est impuissant devant son fils, toujours dans le coma. Astrid essaie de le convaincre de chercher un moyen d'arrêter les perturbations, d'autant que le ciel se charge en électricité statique, provoquant des orages secs. Pendant ce temps, Sam Weiss explique à Olivia que la solution se trouverait dans une boîte contenant un « levier ». Ils partent donc chercher les deux objets.
Walter se décide à mener quelques expériences sur la foudre et se fait frapper deux fois à quelques secondes d'intervalle. Il en déduit donc qu'il doit étudier la fréquence des événements, et découvre que ceux-ci se comportent comme un dipôle magnétique dont les deux pôles se situent sur la machine et Liberty Island ; c'est là que se trouverait la machine de l'autre univers. Walter demande donc à Broyles d'amener la machine de leur côté sur Liberty Island.
Olivia et Weiss parviennent à réunir la boîte et sa clé, ce qui leur permet de trouver un nouveau dessin dont le sujet est Olivia. Quand Walter le voit, il en conclut qu'Olivia doit agir sur la machine pour laisser entrer Peter, en désactivant par télékinésie la machine de l'autre univers. Pour l'entraîner, Walter suggère à Olivia d'essayer sur la machine à écrire qu'utilisait Fauxlivia pour contacter son univers.
Mais à l'insu de tous, Peter est sorti du coma et croit être dans l'autre univers. Il se rend donc sur Liberty Island où il veut retrouver son père, qu'il croit être le secrétaire à la Défense. Quand Walter et Olivia retrouvent Peter, il reprend conscience de la réalité. Olivia apprend alors que la machine à écrire s'est mise à taper seule : elle a réussi à combiner ses pouvoirs de télékinésie et de voyage à travers les réalités. Ainsi, Peter et Olivia retournent à la machine et parviennent à l'activer du côté de l'univers originel.
- Clin d’œil au groupe The Doors avec la chanson Riders on the Storm alors que Nate et ses parents sont sur l'autoroute pendant un orage. La situation est une copie de la scène du film The Doors quand Jim, adolescent, fait la rencontre avec un esprit indien dans la voiture de ses parents alors qu'un accident les oblige à s'arrêter.
- Observateur se tenant derrière la foule quand Peter descend du taxi à New-York.

### Épisode 22:Le Jour de notre mort
- États-Unis : 6 mai 2011 sur FOX
- Suisse : 30 août 2011 sur TSR2[5]
- France : 31 août 2011 sur TF1[6]
- Belgique : 18 septembre 2011 sur La Deux
- Québec : 17 mai 2012 sur V

- États-Unis : 3,29 millions de téléspectateurs[30] (première diffusion)
- France : 1,17 million de téléspectateurs (première diffusion)

- Michael Cerveris (September)
- Brad Dourif (Moreau)
- Emily Meade (Ella Dunham)
- Ryan McDonald (Brandon)
- Eugene Lipinski (December)

Dans l'univers original
Le 20 mai 2026, le monde de l'univers original est en train de s'effondrer. Peter Bishop se réveille, blessé et en pleine confusion. Après être soigné à l'hôpital, il rejoint le siège de la division Fringe, dirigée par Olivia Dunham. Astrid, agent de la division, associe l'incident qui a blessé Peter aux agissements de Moreau, un terroriste qui utilise des objets d'une technologie inconnue. Pour étudier ces armes, Peter souhaite demander une faveur au sénateur Broyles : libérer Walter, en prison depuis plusieurs années pour avoir causé la destruction lente du monde.
Walter demande à se réinstaller dans son laboratoire de Harvard, où il sera secondé par Ella Dunham, la nièce d'Olivia qui est devenue agent de la division Fringe. Il découvre ainsi certaines propriétés des trous de ver provoqués par Moreau, comme le fait qu'ils renvoient à d'autres espaces-temps ou qu'ils émettent des traces de strontium radioactif. Sur l'un des sites repérés au strontium, Peter découvre une boîte contenant une clé. Il la reconnait : c'est la clé de sa maison d'enfance, où il retrouve Walter-ego, le responsable des attaques de Moreau. Walter-ego est furieux de voir son fils, qui quinze ans auparavant a choisi de détruire son monde ; en conséquence, Walter-ego veut détruire le sien. Quand Peter se rend compte qu'il est devant un hologramme, il est trop tard : Walter-ego a tendu un piège à Olivia avec l'aide de Moreau, et la tue.
Pour la crémation d'Olivia sont présents : Peter, Broyles, Walter, Astrid, Ella ainsi que Nina Sharp. Alors que Peter commence à faire son deuil, Walter a une idée et décide de se replonger dans les notes des « Premiers Êtres ». Il appelle Peter quand il entrevoit ce qui lui a échappé 15 ans auparavant : les deux univers sont liés, et la destruction de l'un entraîne celle de l'autre. Walter a donc utilisé les trous de ver pour renvoyer la machine dans un passé lointain, et compte sur Peter pour revenir 15 ans avant et faire un autre choix.
- Cet épisode est le premier de la série avec un générique gris.

## Informations DVD et Disque Blu-ray
- En zone 2 (dont la  France…) :
Coffret DVD Fringe - L'intégrale de la saison 3, édité par Warner Bros. est disponible en 6 DVD et en 4 Blu-ray.